# R型小惑星
R型小惑星(R-type asteroid)は、中程度に明るく、比較的珍しい小惑星帯内側の小惑星である。スペクトル的には、V型小惑星とA型小惑星の中間である。スペクトル上に、1μmと2μmのカンラン石と輝石のはっきりした線が見られ、斜長石も存在する可能性がある。
IRASのミッションでは、ベスタ、ガリア、アスポリナ、デンボウスカ、ドゥルシネーア、ベートゲアがR型小惑星であると分類された。ベスタは、後にV型小惑星に再分類されたが、議論がある。以上の中で、全ての波長を考慮に入れてもR型小惑星と認識されるのは、デンボウスカのみである。